# インドネシア語大辞典
『インドネシア語大辞典』（インドネシアごだいじてん、インドネシア語: Kamus Besar Bahasa Indonesia, KBBI）は、言語育成振興局が編纂し、バライ・プスタカが発行しているインドネシア語の公式辞典。この辞典は、標準的なインドネシア語の主要な参考文献となっているが、これはこの辞書がインドネシア共和国政府から認可を得て、教育・文化・研究・技術省から後援されて発行されている全ての出版社のインドネシア語辞書の中で、最も完全で正確なものだからである。この辞書はまた、正式にインドネシア語に組み込まれた外来語を測る基準ともなっている。

## 出版の歴史

### 初版
現代における最初のKBBI辞書が出版されたのは、1988年10月28日に開催された、第5回インドネシア言語会議においてであった。初版にはおよそ62,000語が収録された。この初版を完成させたのは言語センター長であったアントン・M・ムリオノを中心とするチームで、編集主幹はSri Sukesi AdiwimartaとAdi Sunaryoであった。

### 第2版
KBBIの初版は多くの賞賛を集めたが、批判もされた。そうした批判に応えるため、ほどなくして第2版が出版された。第2版はLukman Aliの指導のもと、ハリムルティ・クリダラクサナが編集主幹となり、およそ72,000語を収録して1991年に出版された。

### 第3版
インドネシア語の語彙の急速な発達は、新語の収録と文献的な裏づけ、また辞書の更新をインドネシア政府に促した。このため、言語センター長であったHasan Alwiが自ら編集主幹となって、およそ78,000語を収録した第3版が2000年に出版された。

### 第4版以降
これに続いて第4版が90,000語以上を収録して2008年に出版された。第4版の監修者はDendy Sugonoであった。現在の最新版は2016年に出版されたもので、元教育・文化相のムハジル・エフェンディが主導して、およそ112,000語が収録された。従来の版とは異なり、第5版は3つの形態、すなわちプリント版、オフライン版（iOSとAndroidのアプリケーション）、オンライン版（kbbi.kemdikbud.go.id）で発表された。オンライン版は語義を見つけることができ、また単語の新しい意味を提案することもできるようになっている。近年のオンライン版辞書には、一部のインドネシア語の語彙について語源学的記述もなされている。

## 編集方針
この辞書が収録する語彙は公式のものであり、俗語や外国語と見なされた単語は収録されず、規範的であることが目標とされる。執筆者たちは「辞書の編纂は、言語をコード化する努力の礎であり、言語標準化の一部にほかならない」と述べている。この辞書がインドネシア語の変化に対応していけるように将来の改定に向けた取り組みも継続されており、執筆者たちは批判も受け入れ、いかに正確にインドネシア語を反映できるか助言を求めている。

## 評価
この辞書は語彙の採用が限定的であり、日常的な語彙を省いているという批判をたびたび受けてきた。『ジャカルタ・ポスト 』（The Jakarta Post）紙への寄稿でSetiono Sugihartoは、「KBBIは、インドネシア語辞書の発展に寄与していることを常々示しているインドネシアの学者たちの、業績の副産物として重宝されるべきものである」と述べた。